# Миокард

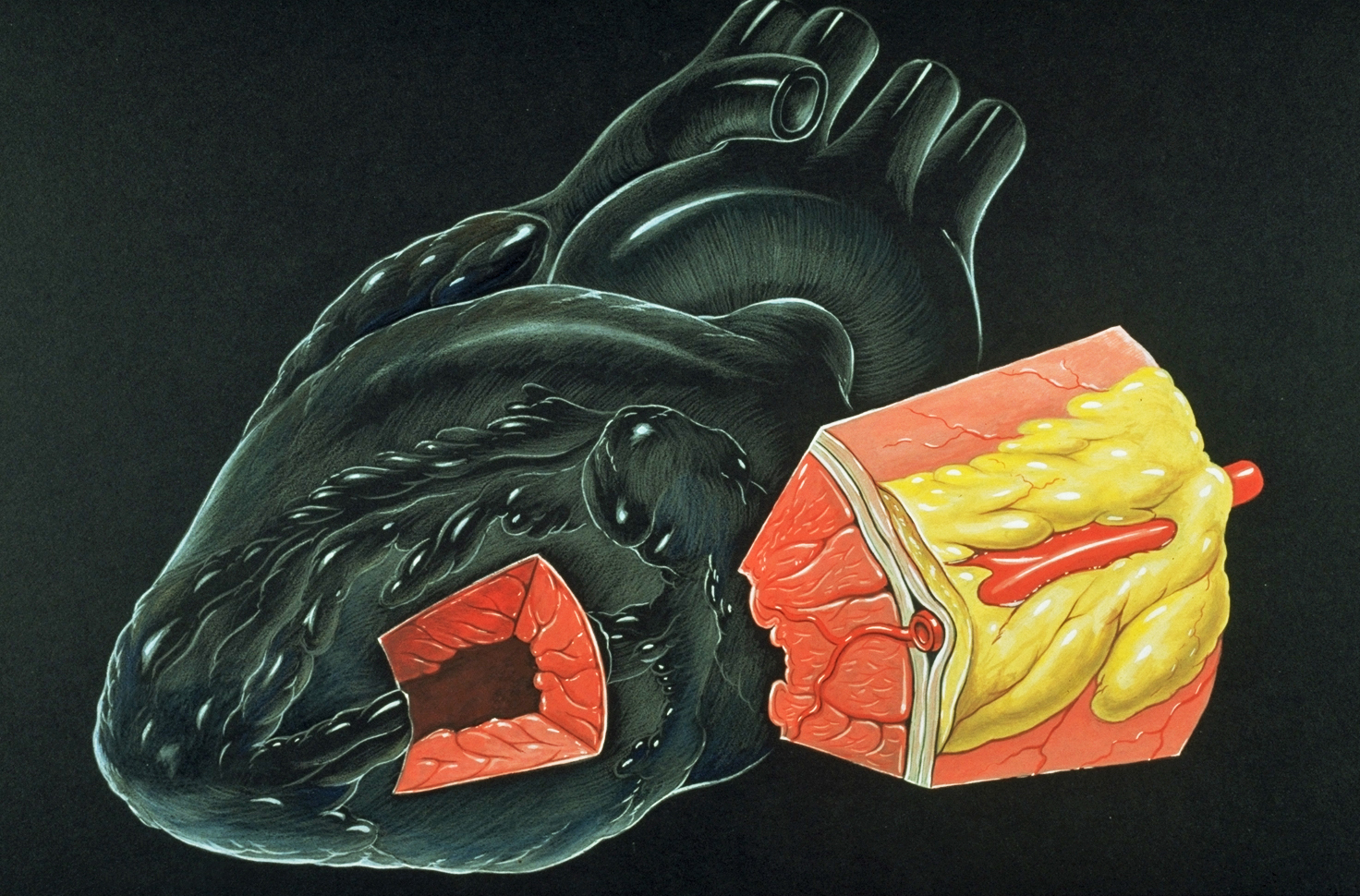
Миокард

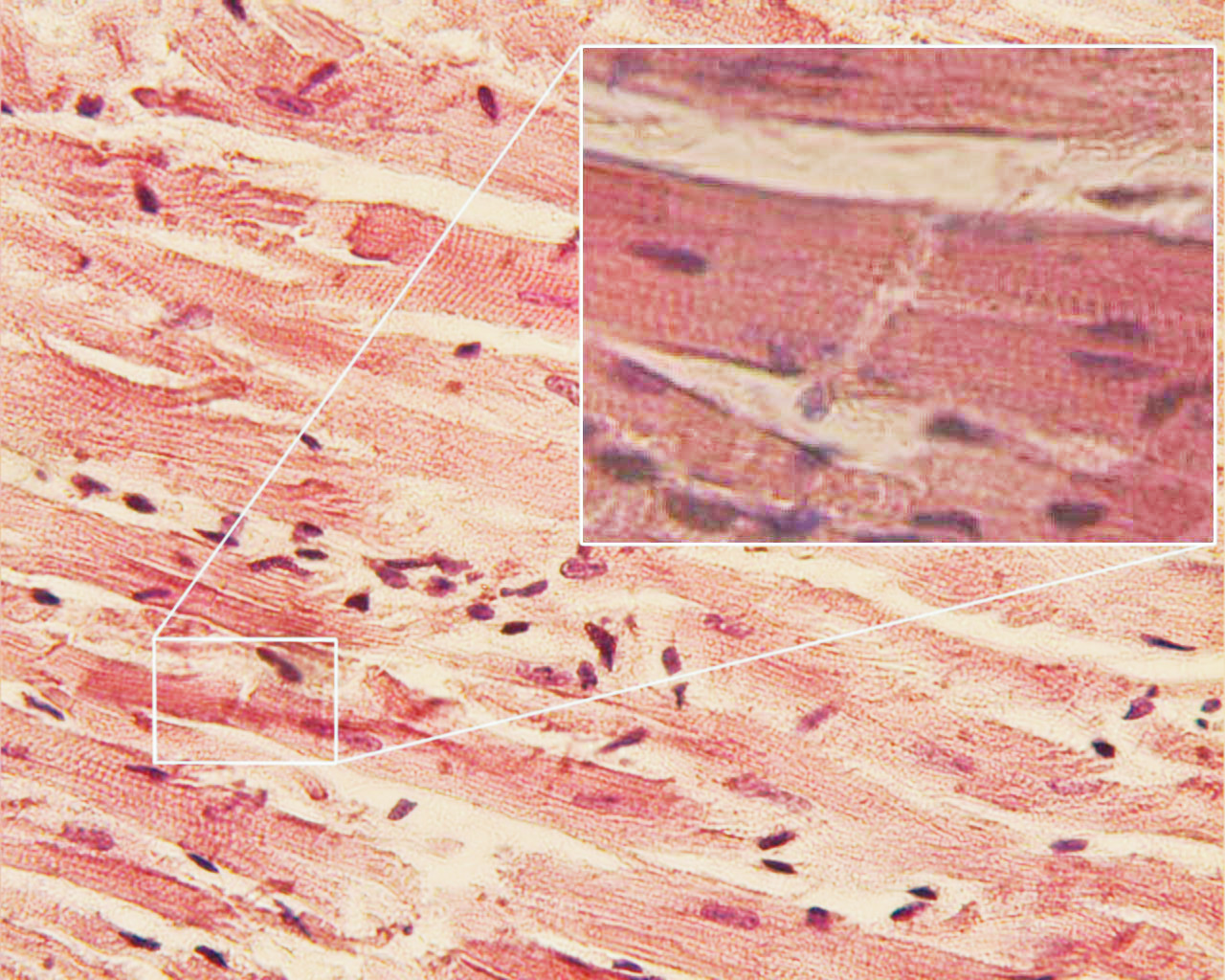
Повреждение мышечной ткани миокарда

Миока́рд (лат. myocardium от др.-греч. μῦς «мышца» + καρδία «сердце») — мышечная ткань сердечного типа, основным гистологическим элементом которой является кардиомиоцит; соответствует среднему слою сердца и образует толщу стенок желудочков и предсердий.
Мышечная ткань сердца состоит из отдельных клеток — миоцитов. Различают три вида сердечных миоцитов:
1. проводящие, или атипичные (устар.), кардиомиоциты;
2. сократительные, или типичные, кардиомиоциты, которые также называют клетками рабочего миокарда;
3. секреторные кардиомиоциты.

Иные исследователи выделяют пять видов кардиомиоцитов, дополнительно разделяя группу проводящих кардиомиоцитов на синусовые (пейсмекерные), переходные и проводящие.
Волокна рабочего миокарда предсердий и желудочков составляют основную массу сердца —
99 %, обеспечивают его нагнетательную функцию. В состав миокарда также входят поддерживающая рыхлая волокнистая соединительная ткань и коронарные сосуды.

## Эмбриология
Миокард, также как и эпикард, формируется из миоэпикардальной пластинки (висцерального листка сплахнотома шеи зародыша), в то время как эндокард — из мезенхимы. Источники развития сердечной поперечно-полосатой мышечной ткани — симметричные участки висцерального листа сплахнотома в шейной части зародыша — миоэпикардиальные пластинки; из них также дифференцируются клетки мезотелия эпикарда. После ряда митотических делений G1-миобласты начинают синтез сократительных и вспомогательных белков и через стадию G0-миобластов дифференцируются в кардиомиоциты, приобретая вытянутую форму.
В отличие от поперечно-полосатой ткани скелетного типа в кардиогенезе не происходит обособления камбиального резерва, а все кардиофиоциты необратимо находятся в фазе G0 клеточного цикла. Стволовых клеток или клеток-предшественников в сердечной мышечной ткани нет, поэтому погибающие кардиомиоциты не восстанавливаются.

## Гистология
Миокард представляет собой плотное соединение мышечных клеток — кардиомиоцитов, составляющих основную часть миокарда. Отличается от других типов мышечной ткани (скелетная мускулатура, гладкая мускулатура) особым гистологическим строением, облегчающим распространение потенциала действия между кардиомиоцитами.
Характерной структурной особенностью ткани сердечной мышцы является наличие в области вставочных дисков зон плотного прилегания мембран кардиомиоцитов — нексусов. За счёт этого в области нексусов создаётся низкое электрическое сопротивление по сравнению с другими областями мембраны, что обеспечивает быстрый переход возбуждения с одного волокна на другое. Такое псевдосинцитиальное строение сердечной мышцы определяет ряд её особенностей. Кроме того, поперечные участки выступов соседних клеток соединены друг с другом посредством интердигитаций и десмосом; к каждой десмосоме со стороны цитоплазмы подходит миофибрилла, закрепляющаяся в десмоплакиновом комплексе, — и таким образом при сокращении тяга одного кардиомиоцита передаётся другому.
Эту структурную особенность миокарда, способствующую более быстрому распространению потенциала действия в миокарда, обозначают как функциональный синцитий, чтобы показать, что сердце является единым в функциональном отношении органом.
Предсердные и желудочковые кардиомиоциты относятся к разным популяциям рабочих кардиомиоцитов. Предсердные кардиомиоциты относительно мелкие, 10 мкм в диаметре и длиной 20 мкм; в них слабее развита система Т-трубочек, но в зоне вставочных дисков значительно больше щелевых контактов. Желудочковые кардиомиоциты крупнее, 25 мкм в диаметре и до 140 мкм в длину; они имеют хорошо развитую систему Т-трубочек. Сократительный аппарат миоцитов предсердий и желудочков различается также и составом изоформ миозина, актина и других сократительных белков. В отличие от желудочковых кардиомиоцитов, форма которых близка к цилиндрической, предсердные кардиомиоциты чаще имеют отростчатую форму и меньшие размеры.
Элементарной сократительной единицей кардиомиоцита является саркомер — участок миофибриллы между двумя так называемыми линиями Z. Длина саркомера равна 1,6—2,2 мкм в зависимости от степени сокращения. В саркомере чередуются светлые и тёмные полосы, отчего миофибрилла при световой микроскопии выглядит поперечно исчерченной. В центре находится тёмная полоса постоянной длины (1,5 мкм) — диск A, его ограничивают два более светлых диска I переменной длины. Саркомер миокарда, как и скелетной мышцы, состоит из переплетённых нитей (миофиламентов) двух типов. Толстые нити есть только в диске A. Они состоят из белка миозина, имеют сигарообразную форму, диаметр 10 нм и длину 1,5—1,6 мкм. Тонкие нити включают прежде всего актин и идут от линии Z через диск I в диск A. Их диаметр составляет 5 нм, длина — 1 мкм. Толстые и тонкие нити накладываются друг на друга только в диске A; диск I содержит лишь тонкие нити. При электронной микроскопии между толстыми и тонкими нитями видны поперечные мостики.
Рабочие кардиомиоциты покрыты сарколеммой, состоящей из плазмалеммы и базальной мембраны, в которую вплетаются тонкие коллагеновые и эластические волокна, образующие надёжный внешний скелет этих клеток. Базальная мембрана кардиомиоцитов, содержащая большое количество гликопротеинов, способных связывать Ca2+, может принимать участие наряду с саркотубулярной сетью и митохондриями в перераспределении Ca2+ в цикле сокращение — расслабление. Базальная мембрана латеральных сторон кардиомиоцитов инвагинирует в канальцы Т-системы (в отличие от скелетных мышц).
Часть кардиомиоцитов предсердий (особенно правого) обладает выраженной секреторной функцией (секреторные кардиомиоциты): они содержат у полюсов ядер хорошо выраженный комплекс Гольджи и секреторные гранулы, содержащие гормон атриопептин.

## Биохимия
Главным источником энергии для миокарда является процесс аэробного окисления неуглеводных
субстратов. Это свободные жирные кислоты и молочная кислота (около 60 %), пировиноградная кислота, кетоновые тела и аминокислоты (менее 10 %). При интенсивной мышечной работе в крови накапливается молочная кислота в результате анаэробного гликолиза в мышцах. Лактат является дополнительным источником энергии для миокарда, причем, расщепляя молочную кислоту,
сердце способствует поддержанию постоянства pH.
Около 30 % расходуемой сердцем энергии покрывается за счет глюкозы; при физической нагрузке увеличивается энергетическая доля жирных и молочной кислот при одновременном снижении энергетической доли глюкозы. Однако большая зависимость деятельности сердечной мышцы
от аэробного окисления делает сердце весьма зависимым от поступления кислорода к кардиомиоцитам. Поэтому при ухудшении коронарного кровотока и недостаточном поступлении кислорода к сердечной мышце в ней могут развиваться патологические процессы, вплоть до инфаркта.
Защитную роль для сердца выполняет его миоглобин, которого в сердечной мышце содержится около 4 мг/г ткани. Он обладает большим сродством к O2, запасает его во время диастолы сердца и отдает во время систолы, когда кровоток в коронарных артериях левого желудочка почти прекращается (сохраняется 15 %); в правом желудочке и предсердиях кровоток постоянный.

## Физиология
Последовательное сокращение и расслабление различных отделов сердца связано с его строением и наличием проводящей системы сердца, по которой распространяется импульс. Миокард предсердий и желудочков разобщён фиброзной перегородкой, что позволяет им сокращаться независимо друг от друга, так как возбуждение не может распространяться по фиброзной ткани. Возбуждение от предсердий к желудочкам проводится только через атриовентрикулярный пучок, отходящий от атриовентрикулярного узла.
Секреторные кардиомиоциты предсердий при их сильном растяжении по причине повышенного артериального давления (АД) синтезируют и секретируют атриопептин, вызывающий снижение АД.